# Niles, Michigan
Niles är en stad i den amerikanska delstaten Michigan med en yta av 15,3 km² och en folkmängd, som uppgår till 12 204 invånare (2000). Niles är till största delen beläget i Berrien County. Resten av staden finns i Cass County.

## Kända personer från Niles
- Horace Elgin Dodge, affärsman inom bilindustrin
- John Francis Dodge, affärsman inom bilindustrin
- Ring Lardner, författare